# Facelift Tour
Facelift Tour — концертный тур американской группы Alice in Chains для продвижения своего дебютного альбома Facelift, выпущенного в августе 1990 года. Он включал в себя в общей сложности 159 концертов и был разделен на три этапа.

## История
Турне началось 1 июня 1990 года с концерта в Центральной таверне в районе Сиэтла. Во время концертов в Lake City Concert Hall в Сиэтле 15 июня и Melody Ballroom в Портленде 25 июля группа выступила в поддержку Soundgarden. В конце августа и начале сентября группа выступала на разогреве у Extreme в Pornograffitti Tour и по мере продвижения тура Alice in Chains начали завоевывать аудиторию Extreme, но в то же время между участниками обеих групп неоднократно возникали разногласия. Техническому персоналу и группе не нравились ни участники Extreme, ни их творчество, включая их хит «More Than Words». В свою очередь, Extreme пренебрежительно относились к музыкантам на разогреве. Например, на концерте в Атланте группы выступали на площадке, где почти всё пространство занимала огромная барабанная установка, которую хедлайнеры отказались переставлять. Из-за возникших неудобств вокалисту Лейну Стейли пришлось стоять в углу сцены, а барабанщик Шон Кинни, вынужден был прибить рабочий барабан, чтобы он не упал со сцены. Гитарный техник Рэнди Биро рассказывал, что «они [Extreme] отказывались что-либо передвигать, чтобы сделать нашу жизнь хоть немного более сносной». По словам гитариста Джерри Кантрелла, они получили указание, о том что можно делать, а что нельзя на сцене, потому что вокалист Гэри Чероне выступал босиком. И в отместку на последнем концерте они разливали напитки, разбрасывали всякий мусор, а басист Майк Старр так сильно напился, что вырвал на барабанную установку хедлайнеров и свалил басовый усилитель, когда до выхода Extreme на сцену оставалось около пятнадцати минут.
С 12 ноября по 12 декабря 1990 года группа выступала в рамках тура Brick By Brick Tour в поддержку Игги Попа. Рэнди Биро признал, что атмосфера во время совместного тура была «гораздо приятнее» и профессиональнее, в том числе в плане качества звука и освещения. Концерт, который группа отыграла в Театре Мура 22 декабря, был записан и срежиссирован Джошем Тафтом и вскоре был выпущен на VHS Live Facelift.
17 января 1991 года группа открывала концерт группы Poison в Memorial Coliseum в Портленде. Лейн Стейли и Майк Старр исполнили песню Kiss «Rock and Roll All Nite» с участниками группы на одной сцене. 8 февраля Alice in Chains выступили на арене Лонг-Бич, перед концертом L.A. Guns и Оззи Осборна. В конце вечера участники нескольких групп поднялись на сцену, чтобы исполнить кавер-версию песни The Rolling Stones «Jumpin’ Jack Flash». Тогда же на этом концерте басист Оззи Осборна Майк Айнез впервые увидел Alice in Chains, и он был впечатлён их выступлением. 23 февраля музыканты выступили в качестве хедлайнера вместе с сёстрами Энн и Нэнси Уилсон в Paramount Theatre во время мероприятия «Concert For Peace». В конце концерта они исполнили кавер-версию песни Cat Stevens «Peace Train». 3 марта участники группы выступили на гала-концерте Northwest Music Award, исполнив песни «Rooster» и «Man in the Box». Группа была награждена в категории «Рок-запись» за альбом Facelift.
10 марта группа отправилась в Европу, где выступила в поддержку групп The Almighty и Megadeth в рамках тура Oxidation of the Nations Tour. 17 апреля Alice in Chains выступили в Сиэтле в специально оборудованном павильоне, исполнив песни «It Ain’t Like That» и «Would?». Эти сцены были специально записаны для фильма «Одиночки» режиссёра Кэмерона Кроу.
С мая по июль музыканты гастролировали по США в рамках тура Clash of the Titans, выступая в качестве разогрева трэш-металлических групп Anthrax, Megadeth и Slayer. Первоначально планировалось, что Death Angel примут участие в туре, но из-за автокатастрофы музыканты отказались от своего участия. В одном из интервью Лейн Стейли признался: «Мы выдерживали толпу Slayer каждую ночь в течение пятидесяти дней и думали, что после этого мы можем делать всё что угодно. Публика Slayer не была той, которой легко угодить». В интервью газете San Antonio Express-News Кантрелл заявил: «Это было испытание огнём. Это было нелегко, но весело. Ребята из групп нас очень поддерживали. Мы провели много ночей, играя с посторонними предметами, летящими нам в голову, и иногда это было довольно жестоко, но мы не останавливались. Мы лезли прямо в лицо людям, перепрыгивали баррикады, бросали [вещи] прямо в них. Мы завоевали большое уважение, потому что не сдавались». В другом интервью музыкант подчеркнул, что «фанаты Slayer были очень жестоки к нам. Когда мы выступали в Red Rocks Amphitheatre, они начали бросать вещи с того момента, как мы выходили на сцену».
6 августа, выступив в Атланте, группа начала третий этап тура Facelift Tour, открыв Van Halen в туре For Unlawful Carnal Knowledge Tour. Вокалист Сэмми Хагар сам выбрал группу разогрева для тура. В газете Seattle Post-Intelligencer он признался, что его впечатлил вокалист группы, после просмотра видеоклипа «Man in the Box». 3 октября группа выступила в бальном зале отеля «Марриот в Лос-Анджелесе на церемонии вручения премии Foundations Forum. Группа исполнила композицию «Would?» и была награждена в категории «Лучший дебютный альбом» (Facelift). 6 октября во время выступления в Hollywood Palladium Кантрелл выступил в качестве гостя на песне «Reach Down» супергруппы Temple of the Dog.

## Список песен
Песни «Confusion» и «I Know Somethin' ('Bout You)» впервые были исполнены в начале тура. Основой сет-листов стали композиции из дебютного альбома Facelift, которые были впервые представлены во время тура по США в 1989—1990 годах. На концертах группы прозвучали премьеры: «Dirt», «Rooster», «Would?» , «Sickman» и «Junkhead», которые были включены во второй студийный альбом Dirt в 1992 году. Также группа исполнила композицию «Am I Inside», которая в начале февраля 1992 года вошла в мини-альбом Sap. Во время третьего этапа тура группа исполнила каверы на песни рок-групп: Black Sabbath «Sweet Leaf», Fleetwood Mac «The Green Manalishi (With the Two Prong Crown)», Hanoi Rocks «Taxi Drive», Judas Priest «Living After Midnight» и Soundgarden «Hunted Down». Во время тура, во время первого и третьего этапов, музыканты время от времени исполняли «Queen of the Rodeo», композицию из демоальбома The Treehouse Tapes 1988 года.
| Сет-лист 1990 года - «It Ain’t Like That» - «Man in the Box» - «Real Thing» - «Put You Down» - «Confusion» - «Bleed the Freak» - «Sunshine» - «We Die Young» - «Queen of the Rodeo» Примечания - Стандартные сет-листы группы варьировались от двенадцати до тринадцати композиций. - Во время выступлений на разогреве Alice in Chains играли от пяти до девяти композиций, что было связано с нехваткой времени. - На концертных выступлениях играли нерегулярно: «Love, Hate, Love», «Sea of Sorrow», «I Can’t Remember»,"I Know Somethin' ('Bout You)" и «Dirt». | Сет-лист 1991 года - «Would?» - «Real Thing» - «Put You Down» - «Love, Hate, Love» - «We Die Young» - «Bleed the Freak» - «It Ain’t Like That» - «Man in the Box» Примечания - Во время выступлений на разогреве Alice in Chains играли от пяти до девяти композиций, что было связано с нехваткой времени. - На концертах нерегулярно звучали: «Sea of Sorrow», «I Know Somethin' ('Bout You)», «Sunshine», «Dirt», «Confusion», «Queen of the Rodeo», «I Can’t Remember», «Rooster», «Sickman», «Am I Inside», «Junkhead», а также фрагменты каверов из репертуара Black Sabbath, Fleetwood Mac, Hanoi Rocks, Judas Priest и Soundgarden. |

### Разогрев
Во время первого этапа тура, который длился с июня 1990 года по март 1991 года, на разогрев выступали Bonefactory, Derelicts, Dose Dumpster, Electric Love Hogs, I Love You, L7, Love on Ice, Lukin, Pearl Jam (в то время выступавшие под названием Mookie Blaylock), Screaming Trees, Sleep Capsule, Son of Man, Sweet Water и Thick as Thieves. Эдди Веддер, говоря о совместных выступлениях, признался, что «было интересно наблюдать, как группа меняет настроение людей». Басист Джефф Амент в интервью говорил: «Вскоре после этого мы отправились в тур с Alice In Chains. Все было именно так, как мы хотели, мы не хотели валять дурака. Думаю, мы со Стоуном [Госсардом] оба знали, какой потенциал есть у нас с ними вместе, но нам нужно было выходить, играть и становиться лучше». Кантрелл признался, что «мы просто хотели оказать им такую же поддержку, какую они оказывали нам в первые дни существования нашей группы».

## Отзывы
Spin выбрал Alice in Chains в качестве одной из групп, на которую стоит обратить внимание в 1991 году, а Дайна Дарзин в The Seattle Times, отметила, что «группа явно готовится стать следующей крупной сенсацией Columbia Records», и отметила, что последними двумя группами, получившими такое внимание, были Faith No More и Living Colour.
В журнале Kerrang! оценивая тур группы по Англии, охарактеризовали их выступления как «завораживающий точностью и мощью», а саму группу как «феноменом для разбавления музыки». Брайан Брандес Бринкерхофф из того же еженедельника, ссылаясь на краткий отчёт о концерте Alice in Chains и Van Halen в Коста-Месе, написал, что у группы из Сиэтла «есть что-то новое и захватывающее» и у неё есть все возможности, чтобы «справиться с такой сложной задачей и пройти её с чувством собственной гордости и прибавлением нескольких новых поклонников».

## Расписание концертов
| Дата             | Город                      | Страна                    | Место проведения                       | Разогрев                                       | Хедлайнер             |
| Северная Америка | Северная Америка           | Северная Америка          | Северная Америка                       | Северная Америка                               | Северная Америка      |
| ---------------- | -------------------------- | ------------------------- | -------------------------------------- | ---------------------------------------------- | --------------------- |
| 1 июня 1990      | Сиэтл                      | Соединённые Штаты Америки | The Central Tavern                     | н/д                                            | н/д                   |
| 15 июня 1990     | Сиэтл                      | Соединённые Штаты Америки | Lake City Concert Hall                 | н/д                                            | Soundgarden           |
| 5 июля 1990      | Сиэтл                      | Соединённые Штаты Америки | Off Ramp Café                          | Sleep Capsule                                  | н/д                   |
| 25 июля 1990     | Портленд (Орегон)          | Соединённые Штаты Америки | Melody Ballroom                        | н/д                                            | Soundgarden           |
| 7 августа 1990   | Окленд                     | Соединённые Штаты Америки | The Omni                               | н/д                                            | н/д                   |
| 10 августа 1990  | Лос-Анджелес               | Соединённые Штаты Америки | Club Lingerie                          | н/д                                            | н/д                   |
| 21 августа 1990  | Сиэтл                      | Соединённые Штаты Америки | Off Ramp Café                          | н/д                                            | н/д                   |
| 22 августа 1990  | Сиэтл                      | Соединённые Штаты Америки | NAF Studios                            | Son of Man                                     | н/д                   |
| 25 августа 1990  | Сиэтл                      | Соединённые Штаты Америки | Motorsports International Garage       | Derelicts Dose Dumpster L7                     | н/д                   |
| 2 сентября 1990  | Сиэтл                      | Соединённые Штаты Америки | Seattle Center Arena                   | н/д                                            | н/д                   |
| 7 сентября 1990  | Сиэтл                      | Соединённые Штаты Америки | Central Tavern                         | Bonefactory• Son of Man                        | н/д                   |
| 14 сентября 1990 | Лос-Анджелес               | Соединённые Штаты Америки | La Riena Sheraton                      | н/д                                            | Judas Priest          |
| 15 сентября 1990 | Вестминстер                | Соединённые Штаты Америки | The Forum                              | н/д                                            | н/д                   |
| 17 сентября 1990 | Солт-Лейк-Сити             | Соединённые Штаты Америки | Speedway Café                          | н/д                                            | н/д                   |
| 18 сентября 1990 | Энглвуд                    | Соединённые Штаты Америки | Gothic Theatre                         | н/д                                            | Extreme               |
| 20 сентября 1990 | Канзас-Сити                | Соединённые Штаты Америки | The Lone Star                          | н/д                                            | Extreme               |
| 22 сентября 1990 | Милуоки                    | Соединённые Штаты Америки | President’s Room                       | н/д                                            | Extreme               |
| 23 сентября 1990 | Ривер Гроув                | Соединённые Штаты Америки | The Thirsty Whale                      | н/д                                            | Extreme               |
| 24 сентября 1990 | Миннеаполис                | Соединённые Штаты Америки | First Avenue                           | н/д                                            | Extreme               |
| 26 сентября 1990 | Розвилл                    | Соединённые Штаты Америки | The Ritz                               | н/д                                            | Extreme               |
| 27 сентября 1990 | Кливленд                   | Соединённые Штаты Америки | Agora                                  | н/д                                            | Extreme               |
| 2 октября 1990   | Нью-Хейвен                 | Соединённые Штаты Америки | Toad’s Place                           | н/д                                            | Extreme               |
| 3 октября 1990   | Нью-Йорк                   | Соединённые Штаты Америки | Cat Club                               | н/д                                            | Extreme               |
| 5 октября 1990   | Бостон                     | Соединённые Штаты Америки | Orpheum Theatre                        | н/д                                            | Extreme               |
| 6 октября 1990   | Балтимор                   | Соединённые Штаты Америки | Hammerjack’s                           | н/д                                            | Extreme               |
| 11 октября 1990  | Сент-Луис                  | Соединённые Штаты Америки | Mississippi Nights                     | н/д                                            | Extreme               |
| 12 октября 1990  | Мемфис                     | Соединённые Штаты Америки | Night Moves                            | н/д                                            | н/д                   |
| 14 октября 1990  | Даллас                     | Соединённые Штаты Америки | Dallas City Limits                     | н/д                                            | Extreme               |
| 16 октября 1990  | Остин                      | Соединённые Штаты Америки | Backroom                               | н/д                                            | Extreme               |
| 20 октября 1990  | Сиэтл                      | Соединённые Штаты Америки | Central Tavern                         | н/д                                            | н/д                   |
| 23 октября 1990  | Сан-Франциско              | Соединённые Штаты Америки | The Stone                              | н/д                                            | н/д                   |
| 24 октября 1990  | Голливуд                   | Соединённые Штаты Америки | The Palace                             | н/д                                            | Extreme               |
| 27 октября 1990  | Нью-Йорк                   | Соединённые Штаты Америки | The Limelight                          | н/д                                            | King’s X              |
| 5 ноября 1990    | Даллас                     | Соединённые Штаты Америки | Marquee                                | н/д                                            | Extreme               |
| 12 ноября 1990   | Торонто                    | Канада                    | The Concert Hall                       | н/д                                            | Игги Поп              |
| 13 ноября 1990   | Оттава                     | Канада                    | Porter Hall                            | н/д                                            | Игги Поп              |
| 15 ноября 1990   | Монреаль                   | Канада                    | Spectrum                               | н/д                                            | Игги Поп              |
| 16 ноября 1990   | Покипси                    | Соединённые Штаты Америки | The Chance                             | н/д                                            | Игги Поп              |
| 17 ноября 1990   | Бостон                     | Соединённые Штаты Америки | Citi Performing Arts Center            | н/д                                            | Игги Поп              |
| 19 ноября 1990   | Нью-Хейвен                 | Соединённые Штаты Америки | Toad’s Place                           | н/д                                            | Игги Поп              |
| 20 ноября 1990   | Балтимор                   | Соединённые Штаты Америки | Hammerjacks Concert Hall and Nightclub | н/д                                            | Игги Поп              |
| 21 ноября 1990   | Питтсбург                  | Соединённые Штаты Америки | Metropol                               | н/д                                            | Игги Поп              |
| 23 ноября 1990   | Луисвилл                   | Соединённые Штаты Америки | Vogue Theatre                          | н/д                                            | Игги Поп              |
| 24 ноября 1990   | Сент-Луис                  | Соединённые Штаты Америки | Mississippi Nights                     | н/д                                            | Игги Поп              |
| 25 ноября 1990   | Хьюстон                    | Соединённые Штаты Америки | Numbers                                | н/д                                            | Игги Поп              |
| 27 ноября 1990   | Остин                      | Соединённые Штаты Америки | Backroom                               | н/д                                            | Игги Поп              |
| 28 ноября 1990   | Хьюстон                    | Соединённые Штаты Америки | Tower Theatre                          | н/д                                            | Игги Поп              |
| 29 ноября 1990   | Даллас                     | Соединённые Штаты Америки | Metroplex                              | н/д                                            | Игги Поп              |
| 1 декабря 1990   | Торнтон                    | Соединённые Штаты Америки |                                        | н/д                                            | Игги Поп              |
| 3 декабря 1990   | Лас Вегас                  | Соединённые Штаты Америки | Calamity Jane’s                        | н/д                                            | Игги Поп              |
| 4 декабря 1990   | Темпе                      | Соединённые Штаты Америки | After the Gold Rush                    | н/д                                            | Игги Поп              |
| 6 декабря 1990   | Беркли                     | Соединённые Штаты Америки | Berkeley Community Theatre             | н/д                                            | Игги Поп              |
| 7 декабря 1990   | Сакраменто (Калифорния)    | Соединённые Штаты Америки | Cattle Club                            | н/д                                            | Игги Поп              |
| 8 декабря 1990   | Ирвайн                     | Соединённые Штаты Америки | Crawford Hall                          | н/д                                            | Игги Поп              |
| 9 декабря 1990   | Голливуд                   | Соединённые Штаты Америки | Hollywood Palladium                    | н/д                                            | Игги Поп              |
| 12 декабря 1990  | Тихуана                    | Мексика                   | Iguana’s                               | н/д                                            | Игги Поп              |
| 22 декабря 1990  | Сиэтл                      | Соединённые Штаты Америки | Театр Мура                             | Pearl Jam                                      | н/д                   |
| 10 января 1991   | Виктория                   | Канада                    | Harpo’s                                | Pearl Jam                                      | н/д                   |
| 11 января 1991   | Ванкувер                   | Канада                    | The Town Pump                          | Pearl Jam                                      | н/д                   |
| 17 января 1991   | Портленд                   | Соединённые Штаты Америки | Memorial Coliseum                      | н/д                                            | Poison                |
| 1 февраля 1991   | Сиэтл                      | Соединённые Штаты Америки | Off Ramp Café                          | Pearl Jam • Sweet Water                        | н/д                   |
| 2 февраля 1991   | Бремертон                  | Соединённые Штаты Америки | Kitsap Pavillion                       | н/д                                            | н/д                   |
| 7 февраля 1991   | Лос-Анджелес               | Соединённые Штаты Америки | Florentine Gardens                     | Pearl Jam                                      | н/д                   |
| 8 февраля 1991   | Лонг-Бич                   | Соединённые Штаты Америки | Long Beach Arena                       | BulletBoys• Lynch Mob                          | L.A. Guns Оззи Осборн |
| 9 февраля 1991   | Вестминстер                | Соединённые Штаты Америки | The Marquee                            | н/д                                            | н/д                   |
| 10 февраля 1991  | Сан-Диего                  | Соединённые Штаты Америки | The Bacchanal                          | Pearl Jam                                      | н/д                   |
| 11 февраля 1991  | Лос-Анджелес               | Соединённые Штаты Америки | Club With No Name                      | Electric Love Hogs• Pearl Jam•Thick as Thieves | н/д                   |
| 12 февраля 1991  | Голливуд                   | Соединённые Штаты Америки | The Cathouse                           | Pearl Jam                                      | н/д                   |
| 13 февраля 1991  | Западный Голливуд          | Соединённые Штаты Америки | English Acid                           | н/д                                            | н/д                   |
| 15 февраля 1991  | Сан-Франциско              | Соединённые Штаты Америки | I-Beam                                 | I Love You• Pearl Jam•Screaming Trees          | н/д                   |
| 16 февраля 1991  | Сакраменто (Калифорния)    | Соединённые Штаты Америки | Cattle Club                            | Lukin • Pearl Jam                              | н/д                   |
| 17 февраля 1991  | Юджин                      | Соединённые Штаты Америки | W.O.W. Hall                            | Pearl Jam                                      | н/д                   |
| 20 февраля 1991  | Портленд                   | Соединённые Штаты Америки | Melody Ballroom                        | Love on Ice• Lukin• Pearl Jam                  | н/д                   |
| 21 февраля 1991  | Сильвердейл                | Соединённые Штаты Америки |                                        | н/д                                            | н/д                   |
| 22 февраля 1991  | Сиэтл                      | Соединённые Штаты Америки | Off Ramp Café                          | Pearl Jam                                      | н/д                   |
| 23 февраля 1991  | Сиэтл                      | Соединённые Штаты Америки | Paramount Theatre                      | н/д                                            | н/д                   |
| 3 марта 1991     | Сиэтл                      | Соединённые Штаты Америки | Театр Мура                             | н/д                                            | н/д                   |
| Европа           |                            |                           |                                        |                                                |                       |
| 8 марта 1991     | Лондон                     | Англия                    | Marquee Club                           | н/д                                            | The Almighty Megadeth |
| 10 марта 1991    | Зволле                     | Нидерланды                | IJsselhallen                           | н/д                                            | The Almighty Megadeth |
| 11 марта 1991    | Дюссельдорф                | Германия                  | Philipshalle                           | н/д                                            | The Almighty Megadeth |
| 12 марта 1991    | Фюрт                       | Германия                  | Stadthalle Fürth                       | н/д                                            | The Almighty Megadeth |
| 13 марта 1991    | Цюрих                      | Швейцария                 | Volkshaus                              | н/д                                            | The Almighty Megadeth |
| 14 марта 1991    | Аален                      | Германия                  | Greut Halle                            | н/д                                            | The Almighty Megadeth |
| 15 марта 1991    | Мюнхен                     | Германия                  | Немецкий музей                         | н/д                                            | The Almighty Megadeth |
| 16 марта 1991    | Фольклинген                | Германия                  | Sporthalle                             | н/д                                            | The Almighty Megadeth |
| 17 марта 1991    | Ганновер                   | Германия                  | Music Hall                             | н/д                                            | The Almighty Megadeth |
| 18 марта 1991    | Берлин                     | Германия                  | Eissporthalle                          | н/д                                            | The Almighty Megadeth |
| 19 марта 1991    | Людвигсхафен               | Германия                  | Eberthalle                             | н/д                                            | The Almighty Megadeth |
| 20 марта 1991    | Вертхайм                   | Германия                  | Main Tauber Halle                      | н/д                                            | The Almighty Megadeth |
| 21 марта 1991    | Париж                      | Франция                   | Элизе-Монмартр                         | н/д                                            | The Almighty Megadeth |
| 23 марта 1991    | Бирмингем                  | Англия                    | NEC Arena                              | н/д                                            | The Almighty Megadeth |
| 24 марта 1991    | Пул                        | Англия                    | Poole Arts Centre                      | н/д                                            | The Almighty Megadeth |
| 25 марта 1991    | Лондон                     | Англия                    | Hammersmith Apollo                     | н/д                                            | The Almighty Megadeth |
| 26 марта 1991    | Лондон                     | Англия                    | Hammersmith Apollo                     | н/д                                            | The Almighty Megadeth |
| 27 марта 1991    | Кембридж                   | Англия                    | Cambridge Corn Exchange                | н/д                                            | The Almighty Megadeth |
| 28 марта 1991    | Манчестер                  | Англия                    | Manchester Apollo                      | н/д                                            | The Almighty Megadeth |
| 29 марта 1991    | Ньюкасл-апон-Тайн          | Англия                    | Newcastle City Hall                    | н/д                                            | The Almighty Megadeth |
| 30 марта 1991    | Эдинбург                   | Шотландия                 | Edinburgh Playhouse                    | н/д                                            | The Almighty Megadeth |
| 1 апреля 1991    | Дублин                     | Ирландия                  | Point Theatre                          | н/д                                            | The Almighty Megadeth |
| Северная Америка |                            |                           |                                        |                                                |                       |
| 17 апреля 1991   | Сиэтл                      | Соединённые Штаты Америки | Pier 48, Waterfront                    | н/д                                            | н/д                   |
| Северная Америка |                            |                           |                                        |                                                |                       |
| 16 августа 1991  | Атланта                    | Соединённые Штаты Америки | Lakewood Amphitheatre                  | н/д                                            | Van Halen             |
| 17 августа 1991  | Нашвилл                    | Соединённые Штаты Америки | Starwood Amphitheatre                  | н/д                                            | Van Halen             |
| 20 августа 1991  | Бергетстаун                | Соединённые Штаты Америки | First Niagara Pavilion                 | н/д                                            | Van Halen             |
| 21 августа 1991  | Кайахога-Фолс              | Соединённые Штаты Америки | Blossom Music Center                   | н/д                                            | Van Halen             |
| 22 августа 1991  | Цинциннати                 | Соединённые Штаты Америки | Bogart’s                               | н/д                                            | н/д                   |
| 23 августа 1991  | Колумбус                   | Соединённые Штаты Америки | Newport Music Hall                     | н/д                                            | н/д                   |
| 24 августа 1991  | Ноблсвилль                 | Соединённые Штаты Америки | Deer Creek Music Center                | н/д                                            | Van Halen             |
| 25 августа 1991  | Мэриленд Хайтс             | Соединённые Штаты Америки | Riverport Amphitheatre                 | н/д                                            | Van Halen             |
| 26 августа 1991  | Боннер Спрингс             | Соединённые Штаты Америки | Sandstone Amphitheater                 | н/д                                            | Van Halen             |
| 29 августа 1991  | Кларкстон                  | Соединённые Штаты Америки | Pine Knob Music Theatre                | н/д                                            | Van Halen             |
| 30 августа 1991  | Лансинг                    | Соединённые Штаты Америки | Silver Dollar Saloon                   | н/д                                            | н/д                   |
| 31 августа 1991  | Милуоки                    | Соединённые Штаты Америки | Marcus Amphitheater                    | н/д                                            | Van Halen             |
| 1 сентября 1991  | Тинли Парк                 | Соединённые Штаты Америки | World Music Theatre                    | н/д                                            | Van Halen             |
| 6 сентября 1991  | Гринвуд-Виллидж (Колорадо) | Соединённые Штаты Америки | Fiddler’s Green Amphitheatre           | н/д                                            | Van Halen             |
| 8 сентября 1991  | Финикс                     | Соединённые Штаты Америки | Desert Sky Pavilion                    | н/д                                            | Van Halen             |
| 9 сентября 1991  | Сакраменто (Калифорния)    | Соединённые Штаты Америки | Cal Expo Amphitheater                  | н/д                                            | Van Halen             |
| 10 сентября 1991 | Коста-Меса                 | Соединённые Штаты Америки | Pacific Amphitheatre                   | н/д                                            | Van Halen             |
| 11 сентября 1991 | Коста-Меса                 | Соединённые Штаты Америки | Pacific Amphitheatre                   | н/д                                            | Van Halen             |
| 13 сентября 1991 | Маунтин-Вью (Калифорния)   | Соединённые Штаты Америки | Shoreline Amphitheatre                 | н/д                                            | Van Halen             |
| 14 сентября 1991 | Маунтин-Вью (Калифорния)   | Соединённые Штаты Америки | Shoreline Amphitheatre                 | н/д                                            | Van Halen             |
| 15 сентября 1991 | Сакраменто (Калифорния)    | Соединённые Штаты Америки | Cal Expo Amphitheatre                  | н/д                                            | Van Halen             |
| 20 сентября 1991 | Нью-Йорк                   | Соединённые Штаты Америки | Academy Theater                        | н/д                                            | н/д                   |
| 3 октября 1991   | Лос-Анджелес               | Соединённые Штаты Америки | Marriott Hotel Ballroom                | н/д                                            | н/д                   |
| 6 октября 1991   | Голливуд                   | Соединённые Штаты Америки | Hollywood Palladium                    | Thunder • Spinal Tap                           | н/д                   |
| 8 октября 1991   | Портленд (Мэн)             | Соединённые Штаты Америки | Cumberland County Civic Center         | н/д                                            | Van Halen             |
| 9 октября 1991   | Провиденс                  | Соединённые Штаты Америки | Dunkin’ Donuts Center                  | н/д                                            | Van Halen             |
| 11 октября 1991  | Хамптон (Виргиния)         | Соединённые Штаты Америки | Hampton Coliseum                       | н/д                                            | Van Halen             |
| 12 октября 1991  | Роли                       | Соединённые Штаты Америки | Hardee’s Walnut Creek Amphitheatre     | н/д                                            | Van Halen             |
| 15 октября 1991  | Филадельфия                | Соединённые Штаты Америки | Spectrum                               | н/д                                            | Van Halen             |
| 16 октября 1991  | Филадельфия                | Соединённые Штаты Америки | Spectrum                               | н/д                                            | Van Halen             |
| 17 октября 1991  | Ландовер                   | Соединённые Штаты Америки | Capital Centre                         | н/д                                            | Van Halen             |
| 20 октября 1991  | Буффало                    | Соединённые Штаты Америки | Buffalo Memorial Auditorium            | н/д                                            | Van Halen             |
| 23 октября 1991  | Олбани (Нью-Йорк)          | Соединённые Штаты Америки | Knickerbocker Arena                    | н/д                                            | Van Halen             |
| 24 октября 1991  | Ист-Ратерфорд              | Соединённые Штаты Америки | Brendan Byrne Arena                    | н/д                                            | Van Halen             |
| 25 октября 1991  | Ист-Ратерфорд              | Соединённые Штаты Америки | Brendan Byrne Arena                    | н/д                                            | Van Halen             |
| 27 октября 1991  | Юниондейл                  | Соединённые Штаты Америки | Нассау Ветеранз Мемориал Колизеум      | н/д                                            | Van Halen             |
| 29 октября 1991  | Хартфорд (Коннектикут)     | Соединённые Штаты Америки | Хартфорд Цивик-центр                   | н/д                                            | Van Halen             |
| 30 октября 1991  | Вустер (Массачусетс)       | Соединённые Штаты Америки | Centrum in Worcester                   | н/д                                            | Van Halen             |
| 31 октября 1991  | Вустер (Массачусетс)       | Соединённые Штаты Америки | Centrum in Worcester                   | н/д                                            | Van Halen             |
| 3 ноября 1991    | Монреаль                   | Канада                    | Монреаль-Форум                         | н/д                                            | Van Halen             |
| 4 ноября 1991    | Торонто                    | Канада                    | SkyDome                                | н/д                                            | Van Halen             |
| 7 ноября 1991    | Виннипег                   | Канада                    | Winnipeg Arena                         | н/д                                            | Van Halen             |
| 9 ноября 1991    | Эдмонтон                   | Канада                    | Northlands Coliseum                    | н/д                                            | Van Halen             |
| 10 ноября 1991   | Саскатун                   | Канада                    | Saskatchewan Place                     | н/д                                            | Van Halen             |
| 11 ноября 1991   | Калгари                    | Канада                    | Olympic Saddledome                     | н/д                                            | Van Halen             |
| 13 ноября 1991   | Ванкувер                   | Канада                    | Би-Си Плэйс                            | н/д                                            | Van Halen             |
| 15 ноября 1991   | Портленд (Орегон)          | Соединённые Штаты Америки | Memorial Coliseum                      | н/д                                            | Van Halen             |
| 16 ноября 1991   | Спокан (Вашингтон)         | Соединённые Штаты Америки | Bing Crosby Theater                    | н/д                                            | н/д                   |
| 3 декабря 1991   | Шривпорт                   | Соединённые Штаты Америки | Hirsch Memorial Coliseum               | н/д                                            | Van Halen             |
| 6 декабря 1991   | Билокси (Миссисипи)        | Соединённые Штаты Америки | Mississippi Coast Coliseum             | н/д                                            | Van Halen             |
| 7 декабря 1991   | Батон-Руж                  | Соединённые Штаты Америки | Riverside Centroplex Arena             | н/д                                            | Van Halen             |
| 9 декабря 1991   | Таллахасси                 | Соединённые Штаты Америки | Leon County Civic Center               | н/д                                            | Van Halen             |
| 10 декабря 1991  | Джексонвилл                | Соединённые Штаты Америки | Jacksonville Memorial Coliseum         | н/д                                            | Van Halen             |
| 12 декабря 1991  | Сент-Питерсберг (Флорида)  | Соединённые Штаты Америки | Suncoast Dome                          | н/д                                            | Van Halen             |
| 13 декабря 1991  | Майами                     | Соединённые Штаты Америки | Майами-арена                           | н/д                                            | Van Halen             |
| 14 декабря 1991  | Орландо (Флорида)          | Соединённые Штаты Америки | Orlando Arena                          | н/д                                            | Van Halen             |
| 21 декабря 1991  | Сиэтл                      | Соединённые Штаты Америки | Paramount Theatre                      | Sweet Water                                    | н/д                   |
| 22 января 1992   | Такома                     | Соединённые Штаты Америки | Tacoma Dome                            | н/д                                            | Van Halen             |
| 23 января 1992   | Портленд (Орегон)          | Соединённые Штаты Америки | Memorial Coliseum                      | н/д                                            | Van Halen             |

Отменённые концерты
| Дата                | Город | Страна            | Место проведения |
| ------------------- | ----- | ----------------- | ---------------- |
| 29 сентября 1991 г. | Сиэтл | Соединенные Штаты | RKCNDY           |

## Продажа билетов
| Дата             | Место проведения       | Город                    | Продажа билетов / продажи в процентах | Доход            |
| ---------------- | ---------------------- | ------------------------ | ------------------------------------- | ---------------- |
| 13 сентября 1991 | Shoreline Amphitheatre | Маунтин-Вью (Калифорния) | 39 268 / 39 268 (100%)                | 990 762 доллара  |
| 15 сентября 1991 | Cal Expo Amphitheatre  | Сакраменто (Калифорния)  | 14 188 / 14 188 (100%)                | 390 515 долларов |

## Участники
Alice in Chains
- Лейн Стейли — ведущий вокал
- Джерри Кантрелл — бэк-вокал, гитара
- Майк Старр — бас-гитара
- Шон Кинни — ударные

Другие музыканты на гастролях
- Джефф Амент — бас-гитара в «Taxi Drive» (11 февраля 1991 года)
- Дафф Маккаган — гитара в «Man in the Box» (6 октября 1991 года)

Технический персонал
- Ник Терзо —A&R
- Келли Кертис, Сьюзан Сильвер — менеджмент
- The Art Institute of Seattle — дизайн, изготовление плакатов